# Данли
Данлѝ (на испански: Danlí) е град в департамент Ел Параисо, Хондурас. Населението на града през 2010 година е 56 968 души.